# 이신건
이신건(李信建, 1953년 3월 26일~)은 대한민국의 신학자이며 서울신학대학교에서 조직신학 교수를 역임하고 은퇴하였다.  '희망의 신학자' 위르겐 몰트만의 제자이며, 바르트와 몰트만 신학, 교회론과 현대신학 등을 연구해 왔으며, 특히 '하나님의 나라 신학'과 '어린이 신학'에 관해 특별히 관심을 기울이고 있다.

## 학력
- 1972-1977 : 서울신학대학교(B.A.)
- 1977-1979 : 연세대 연합신학대학원(Th.M.)
- 1983-1984 : 독일 하이델베르크 대학교 (수학)
- 1984-1987 : 독일 튀빙겐 대학교 (Dr.Theol.)

## 경력
- 1982-1983 : 정의여중(서울) 교목
- 1988-2000 : 서울신대, 장로회신대, 서울장신대, 협성대, 성공회대, 서울기독대 강의
- 1994-2018 : 서울신학대학교 신학과 교수(조직신학)
- 현재 성결신학연구소, 생명신학연구소 소장, 한국기독교학술원 회원

## 저서
- 칼 바르트의 교회론(성광문화사 1989, 한들출판사 2000)
- 하나님의 나라와 이데올로기(성광문화사 1990)
- 하나님 나라의 윤리(도서출판 예안 1991)
- 조직신학입문(한국신학연구소 1992, 증보 2007, 신앙과지성사 증보 2014)
- 조직신학입문 일본어 번역본(YOBEL 2020)
- 창가에 앉아 있는 청년 - 청년설교집(예솔 1993)
- 평신도 눈높이 신학(예영 커뮤니케이션 1998)
- 하나님 나라의 지평 위에 있는 교회(한국신학연구소 1998)
- 어린이 신학 - 하나님을 어린이로 생각하기(한들출판사 1998, 신앙과지성사 2017)
- 어린이 신학 일본어 번역본(YOBEL 2024)
- 온전한 영성(성결신학연구소 2002)
- 공의를 위해 다시 오시리라(기독교대한성결교회 출판부 2007)
- 인간의 본질과 운명(신앙과지성사 2010)
- 종말론의 역사와 주제(신앙과지성사 2011)
- 교회에 대한 오해와 이해(신앙과지성사 2012)
- 예수의 정체와 의미(신앙과지성사 2013)
- 구원이란 무엇인가?(신앙과지성사 2016)
- 이신건 조직신학 1-3(모든 저서를 세 권으로 묶음, 신앙과지성사, 2018)

## 역서
- 교의학(H. G. Phoelmann, 한국신학연구소 1989, 신앙과지성사 2012)
- 교회(W. Huber. 한국신학연구소 1990)
- 칼 바르트의 정치신학(U. Dannemann, 한국신학연구소 1991)
- 고대교회와 동방교회(A. Benoit 외 5인, 한국신학연구소 1995)
- 오늘 우리에게 그리스도는 누구신가?(J. Moltmann, 대한기독교서회 1997, 2017)
- 나는 어떻게 변하였는가?(J. Moltmann 편, 한들출판사 1998)
- 삼위일체와 하나님의 역사(J. Moltmann, 대한기독교서회 1998, 2017)
- 생명의 샘 - 성령과 생명신학(J. Moltmann, 대한기독교서회 2000, 2017)
- 희망의 신학(J. Moltmann, 대한기독교서회 2002, 2017)
- 디트리히 본회퍼 묵상(신앙과지성사 2010)
- 위르겐 몰트만 묵상 40(신앙과지성사 2015)
- 나를 따르라(D. Bonhoeffer, 신앙과지성사 2017)
- 성령의 능력 안에 있는 교회(J. Moltmann, 대한기독교서회 2017)
- 칼 바르트의 신학묵상(이신건, 오성현, 이길용, 정용섭 공역. 대한기독교서회 2009)
- 바르트와 매일 묵상(이신건, 오성현, 이길용, 정용섭 공역, 겨자나무 2015)
- 성도의 교제(D. Bonhoeffer, 손규태, 이신건 공역, 대한기독교서회 2017)
- 윤리학(D. Bonhoeffer, 손규태, 이신건, 오성현 공역, 대한기독교서회 2017)
- 나를 따르라(D. Bonhoeffer, 손규태, 이신건 공역, 대한기독교서회 2017)
- 몰트만 자서전(이신건, 이석규, 박영식 공역, 대한기독교서 2011, 2017)
- 유대교(H. Kueng, 이신건, 이응봉, 박영식 공역, 시와진실 2015))
- 나는 영생을 믿는다(J. Moltmann, 신앙과지성사, 2020)